# Synomera hylonome
Synomera hylonome là một loài bướm đêm trong họ Noctuidae.